# Planonemertes
Planonemertes är ett släkte av slemmaskar. Planonemertes ingår i familjen Dinonemertidae.
Kladogram enligt Catalogue of Life:
| Planonemertes | \| \| Planonemertes labiata \| \| \| \| \| \| Planonemertes lobata \| \| \| \| |
|               | \| \| Planonemertes labiata \| \| \| \| \| \| Planonemertes lobata \| \| \| \| |
|               | Alexandronemertes                                                              |
|               |                                                                                |
|               | Dinonemertes                                                                   |
|               |                                                                                |
|               | Paradinonemertes                                                               |
|               |                                                                                |
|               | Plionemertes                                                                   |
|               |                                                                                |
|               | Tubonemertes                                                                   |
|               |                                                                                |
|               | Planonemertes labiata                                                          |
|               |                                                                                |
|               | Planonemertes lobata                                                           |
|               |                                                                                |

|  | Planonemertes labiata |
|  |                       |
|  | Planonemertes lobata  |
|  |                       |